# Aniba bracteata
Aniba bracteata är en lagerväxtart som först beskrevs av Christian Gottfried Daniel Nees von Esenbeck, och fick sitt nu gällande namn av Carl Christian Mez. Aniba bracteata ingår i släktet Aniba och familjen lagerväxter. Inga underarter finns listade i Catalogue of Life.